# Список губернаторов Квинсленда
Губерна́тор Кви́нсленда (англ. Governor of Queensland) является представителем монарха Австралии (в настоящее время — короля Карла III) в Квинсленде. Губернатор штата назначается монархом Австралии по представлению премьера Квинсленда, который руководит правительством штата.

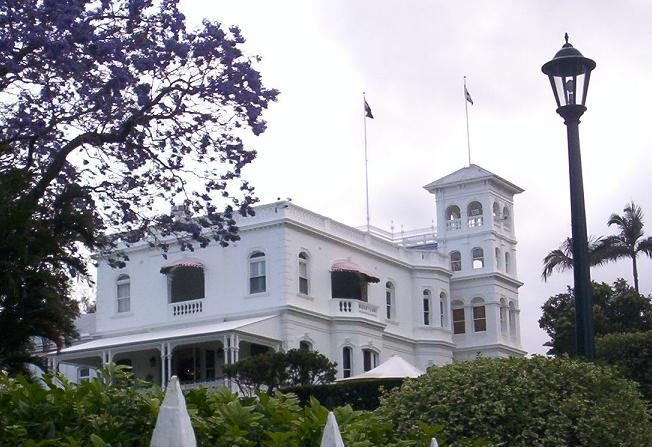
Дом правительства в Брисбене

Расположение Квинсленда на карте Австралии

Основная роль губернатора Квинсленда заключается в контроле за демократичностью функционирования парламентарной системы и выполнением основных положений конституции штата. Хотя управление исполнительной властью в штате осуществляется премьером и правительством Квинсленда, губернатор наделён правом распускать парламент и объявлять внеочередные выборы, назначать или отправлять в отставку министров, судей, а в исключительных случаях даже и самого́ премьера. Кроме этого, губернатор штата исполняет ряд церемониальных обязанностей.
Официальной резиденцией губернатора Квинсленда является Дом правительства (англ. Government House), спроектированный и построенный в 1862—1865 годах и расположенный в брисбенском районе Паддингтон. Здание Дома правительства, получившее название «Фернберг» (Fernberg), используется губернаторами в качестве резиденции с 1910 года. До этого, в 1862—1910 годах, губернаторами Квинсленда использовалась другая резиденция — Старый дом правительства, построенный в 1860—1862 годах, вскоре после отделения Квинсленда от Нового Южного Уэльса. В настоящее время Старый дом правительства находится на территории, занимаемой Квинслендским технологическим университетом.
Первым губернатором Квинсленда стал Джордж Боуэн, вступивший в эту должность 10 декабря 1859 года. При нём был построен первый («старый») дом правительства, в который он переехал в 1862 году. Первым губернатором, проживавшим в Фернберге — нынешней официальной резиденции, — был Уильям Макгрегор. Дольше всех в должности губернатора — около 14 лет — находился Лесли Уилсон, занимавший эту должность в 1932—1946 годах. Первым губернатором, родившимся в Австралии, стал генерал-лейтенант, участник Второй мировой войны Джон Лаварак, находившийся на этом посту в 1946—1957 годах. Уроженец Брисбена, он же стал и первым губернатором, родившимся на территории Квинсленда.
Ленин Форд, вступившая в должность 29 июля 1992 года, стала первой женщиной — губернатором Квинсленда (и второй среди всех штатов Австралии, вслед за губернатором Южной Австралии Ромой Митчелл, которая вступила в должность в феврале 1991 года). Второй женщиной — губернатором Квинсленда стала Квентин Брайс, занимавшая этот пост в 2003—2008 годах. После этого, в мае 2008 года, Брайс стала первой женщиной, назначенной на пост генерал-губернатора Австралии.
С 1 ноября 2021 года губернатором Квинсленда является Дженнетт Янг, которая стала четвёртой женщиной на этом посту.

## Губернаторы
| #  | Имя, годы жизни                                         | Портрет | Начало          | Окончание          | Примечания                      |
| -- | ------------------------------------------------------- | ------- | --------------- | ------------------ | ------------------------------- |
| 1  | Джордж Боуэн George Bowen 1821—1899                     |         | 10 декабря 1859 | 4 января 1868      | [ 10 ] [ 11 ] [ K 1 ]           |
| 2  | Сэмюэл Блэколл Samuel Blackall 1809—1871                |         | 14 августа 1868 | 2 января 1871      | [ 14 ] [ K 1 ]                  |
| 3  | Джордж Фиппс George Phipps 1819—1890                    |         | 12 августа 1871 | 12 ноября 1874     | [ 15 ] [ K 1 ]                  |
| 4  | Уильям Кэрнс William Cairns 1828—1888                   |         | 23 января 1875  | 14 марта 1877      | [ 16 ] [ K 2 ]                  |
| 5  | Артур Кеннеди Arthur Kennedy 1810—1883                  |         | 20 июля 1877    | 2 мая 1883         | [ 17 ] [ K 3 ]                  |
| 6  | Энтони Масгрейв Anthony Musgrave 1828—1888              |         | 6 ноября 1883   | 9 октября 1888     | [ 20 ] [ K 4 ]                  |
| 7  | Генри Уайли Норман Henry Wylie Norman 1826—1904         |         | 1 мая 1889      | 31 декабря 1895    | [ 21 ] [ K 4 ]                  |
| 8  | Чарльз Кокрейн-Бейли Charles Cochrane-Baillie 1860—1940 |         | 9 апреля 1896   | 19 декабря 1901    | [ 22 ] [ K 5 ]                  |
| 9  | Герберт Чермсайд Herbert Chermside 1850—1929            |         | 24 марта 1902   | 10 октября 1904    | [ 24 ] [ K 6 ]                  |
| 10 | Фредерик Тесиджер Frederic Thesiger 1868—1933           |         | 30 ноября 1905  | 26 мая 1909        | [ 26 ] [ K 7 ]                  |
| 11 | Уильям Макгрегор William MacGregor 1846—1919            |         | 2 декабря 1909  | 16 июля 1914       | [ 28 ] [ K 7 ]                  |
| 12 | Гамильтон Гулд-Адамс Hamilton Goold-Adams 1858—1920     |         | 15 марта 1915   | 3 февраля 1920     | [ 29 ] [ K 8 ]                  |
| 13 | Мэттью Нэтан Matthew Nathan 1862—1939                   |         | 3 декабря 1920  | 17 сентября 1925   | [ 31 ] [ K 8 ]                  |
| 14 | Джон Гудвин John Goodwin 1871—1960                      |         | 13 июня 1927    | 7 апреля 1932      | [ 32 ] [ K 9 ]                  |
| 15 | Лесли Уилсон Leslie Wilson 1876—1955                    |         | 13 июня 1932    | 23 апреля 1946     | [ 34 ] [ K 10 ]                 |
| 16 | Джон Лаварак John Lavarack 1885—1957                    |         | 1 октября 1946  | 4 декабря 1957     | [ 36 ] [ K 11 ]                 |
| 17 | Генри Абель Смит Henry Abel Smith 1900—1993             |         | 18 марта 1958   | 18 марта 1966      | [ 38 ] [ 39 ] [ K 11 ] [ K 12 ] |
| 18 | Алан Мэнсфилд Alan Mansfield 1902—1980                  |         | 21 марта 1966   | 21 марта 1972      | [ 37 ] [ K 12 ] [ K 13 ]        |
| 19 | Колин Ханна Colin Hannah 1914—1978                      |         | 21 марта 1972   | 20 марта 1977      | [ 40 ] [ K 13 ]                 |
| 20 | Джеймс Рэмзи James Ramsay 1916—1986                     |         | 22 апреля 1977  | 21 июля 1985       | [ 41 ]                          |
| 21 | Уолтер Кэмпбелл Walter Campbell 1921—2004               |         | 22 июля 1985    | 29 июля 1992       | [ 42 ]                          |
| 22 | Ленин Форд Leneen Forde род. 1935                       |         | 29 июля 1992    | 29 июля 1997       | [ 7 ]                           |
| 23 | Питер Арнисон Peter Arnison род. 1940                   |         | 29 июля 1997    | 29 июля 2003       | [ 43 ]                          |
| 24 | Квентин Брайс Quentin Bryce род. 1942                   |         | 29 июля 2003    | 29 июля 2008       | [ 44 ] [ 45 ]                   |
| 25 | Пенелопа Уэнзли Penelope Wensley род. 1946              |         | 29 июля 2008    | 29 июля 2014       | [ 46 ] [ 47 ]                   |
| 26 | Пол де Джерси Paul de Jersey род. 1948                  |         | 29 июля 2014    | 1 ноября 2021      | [ 48 ] [ 49 ]                   |
| 27 | Дженнетт Янг Jeannette Young род. 1963                  |         | 1 ноября 2021   | по настоящее время | [ 9 ] [ 50 ]                    |

## Комментарии
1. 1 2 3  С 4 января по 14 августа 1868 года, со 2 января по 12 августа 1871 года, а также с 12 ноября 1874 года по 23 января 1875 года обязанности администратора исполнял Морис Чарльз О'Коннелл[англ.] (1812—1879)[12][13].
2. ↑  С 14 марта по 10 апреля 1877 года обязанности администратора исполнял Морис Чарльз О'Коннелл, а с 10 апреля — Артур Кеннеди, который вступил в должность губернатора 20 июля 1877 года[12].
3. ↑  С 19 марта по 22 ноября 1880 года обязанности администратора исполнял Джошуа Питер Белл[англ.] (1827—1881)[12][18], а со 2 мая по 9 ноября 1883 года — Артур Хантер Палмер[англ.] (1819—1898)[12][19].
4. 1 2  С 20 апреля по 13 декабря 1886 года, с 9 октября 1888 года по 1 мая 1889 года, с 16 ноября 1890 года по 6 мая 1891 года, а также с 15 ноября 1895 года по 9 апреля 1896 года обязанности администратора исполнял Артур Хантер Палмер[12][19].
5. ↑  С 21 июня 1901 года по 24 марта 1902 года обязанности губернатора исполнял вице-губернатор Сэмюэл Гриффит[англ.] (1845—1920)[12][23].
6. ↑  С 10 октября 1904 года по 30 ноября 1905 года обязанности губернатора исполнял вице-губернатор Хью Нельсон[англ.] (1833—1906)[12][25].
7. 1 2  С 27 мая по 2 декабря 1909 года, а также с 16 июля 1914 года по 15 марта 1915 года обязанности губернатора исполнял вице-губернатор Артур Морган[англ.] (1856—1916)[12][27].
8. 1 2  С 3 февраля по 3 декабря 1920 года, а также с 13 сентября 1925 года по 13 июня 1927 года обязанности губернатора исполнял вице-губернатор Уильям Леннон[англ.] (1849—1938)[12][30].
9. ↑  С 8 мая по 2 июня 1929 года обязанности губернатора исполнял вице-губернатор Уильям Леннон[12][30]. С 7 апреля по 1 июня 1932 года обязанности администратора исполнял Джеймс Блэр[англ.] (1870—1944)[12][33].
10. ↑  С 17 мая по 21 ноября 1937 года обязанности администратора исполнял Джеймс Блэр[12][33]. С 20 апреля по 1 октября 1946 года обязанности губернатора исполнял вице-губернатор Фрэнк Купер[англ.] (1872—1949)[12][35].
11. 1 2  С 21 января 1957 года по 18 марта 1958 года, с 31 марта по 24 мая 1960 года, а также с 18 апреля по 18 октября 1963 года обязанности администратора исполнял Алан Мэнсфилд[англ.] (1902—1980), который вступил в должность губернатора 21 марта 1966 года[12][37].
12. 1 2  С 10 марта по 21 марта 1966 года, а также с 20 марта по 30 июня 1969 года обязанности администратора исполнял Уильям Мак[англ.] (1904—1979)[12].
13. 1 2  С 30 июня по 18 сентября 1969 года обязанности администратора исполнял Джозеф Алоизиус Шихи[англ.] (1900—1971). С 9 марта по 21 марта 1972 года, а также с 21 марта по 22 апреля 1977 года обязанности администратора исполнял Мостин Хэнгер[англ.] (1908—1980)[12].